# Stor-Älgetjärnen
Stor-Älgetjärnen är en sjö i Sundsvalls kommun i Medelpad och ingår i Indalsälvens huvudavrinningsområde. Sjön har en area på 0,0915 kvadratkilometer och ligger 358,3 meter över havet.

## Delavrinningsområde
Stor-Älgetjärnen ingår i det delavrinningsområde (697058-155299) som SMHI kallar för Inloppet i Hällsjön. Medelhöjden är 350 meter över havet och ytan är 6,86 kvadratkilometer. Räknas de 12 avrinningsområdena uppströms in blir den ackumulerade arean 115,77 kvadratkilometer. Kvarnån (Näckån) som avvattnar avrinningsområdet har biflödesordning 2, vilket innebär att vattnet flödar genom totalt 2 vattendrag innan det når havet efter 68 kilometer. Avrinningsområdet består mestadels av skog (87 procent). Avrinningsområdet har 0,4 kvadratkilometer vattenytor vilket ger det en sjöprocent på 5,8 procent.